# Pallacorda
La pallacorda o trincotto (jeu de paume in francese) è uno  sport sferistico originario di zone contigue in Italia e Francia del XIII secolo, anche se alcuni storici sostengono che esso venisse praticato nei monasteri francesi già a partire dall'XI secolo. In Italia esiste una variante del gioco, la pallacorda o palla a corda appunto, di cui si hanno notizie sin dal Rinascimento. Alcuni storici di quell'epoca, come l'italiano Antonio Scaino, teorizzano che l'origine del gioco sia italiana. Ambedue le varianti sembrano essere derivate dagli antichi giochi con la palla dell'Antica Grecia come la phaininda.
Antenato diretto del tennis moderno, questo sport di antica origine medievale vide l'organizzazione, nel 1740 a Fontainebleau, del primo campionato del mondo della storia dello sport internazionale. Inoltre, esso fu anche sport olimpico, anche se in una sola edizione dei Giochi, quella del 1908 a Londra.

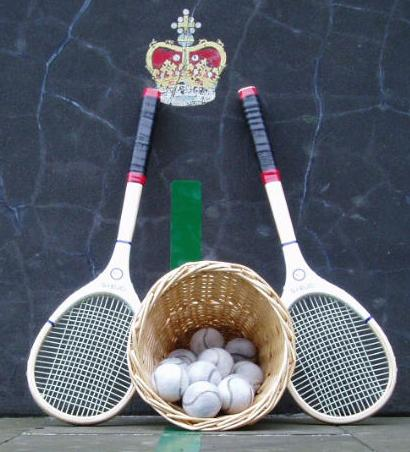
Racchette e palle da pallacorda

## Storia
Il Jeu de Paume è un gioco antico, che presenta alcuni aspetti simili alla pallapugno, che nella sua evoluzione ha dato origine a pallone col bracciale, palla basca e tennis: il suo nome è dovuto al fatto che, in origine, la palla doveva essere lanciata con una mano nel campo avversario superando una corda tesa a metà campo.
In Italia, probabilmente, questo gioco derivò da un altro di origine latina e fu alquanto popolare poiché i nobili ingaggiavano giocatori che si esibivano in tornei, dando origine al primo sport professionale del Medioevo. Un manoscritto del 1292 (Livre de la Taille) riporta che a Parigi esistevano 13 produttori di palle per tale gioco. In seguito si adottarono bracciale e racchetta per imprimere un maggior rimbalzo alla palla.
Durante il Rinascimento si diffuse molto in Italia, tant'è che il primo libro al mondo che descrive il gioco fu pubblicato nella penisola italiana: Trattato del giuoco della palla (1555) di Antonio Scaino (Salò, 1524-1612). Alla fine del XVI secolo in Europa la pallacorda era diventata il gioco più popolare e, in seguito, sport professionale: infatti, era praticato da atleti specialisti,  definiti racchettieri in lingua italiana, davanti a un pubblico di migliaia di appassionati ai quali era consentito scommettere sui giocatori. Questi si organizzarono in corporazione di professionisti nel 1571; a Parigi, c'erano 250 campi da gioco.
 
La pallacorda fu anche sport olimpico: fu disputata ai Giochi olimpici del 1908.

## Descrizione
I francesi chiamarono questo gioco jeu de paume, ossia gioco di palmo (della mano), poiché inizialmente i giocatori, per regolamento, colpivano la palla con il palmo della mano protetta da un guanto apposito. Le due varietà fondamentali di gioco sono courte paume e longue paume.

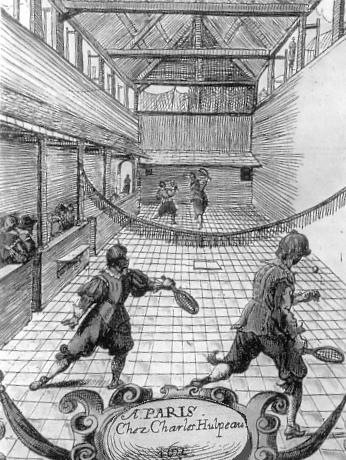
Antico campo di pallacorda

### Courte paume, real tennis o court tennis
La courte paume è giocata in un locale chiuso lungo 30 m e largo 12 m con rete divisoria alta 0,92 m al centro e 1,50 m ai lati. Si doveva fare passare la palla attraverso ostacoli, porte e gallerie, secondo un antico regolamento. Questa varietà di gioco ha due specialità: una si pratica con la mano e l'altra con racchetta introdotta dai primi anni del XVI secolo. La specialità praticata con le racchette fu modificata dagli inglesi, che la chiamarono "real tennis" e si diffuse negli Stati Uniti con la definizione di "court tennis". Attualmente questo sport, chiamato in italiano pallacorda, è praticato da professionisti, che disputano periodicamente campionati mondiali, in Regno Unito, Irlanda, Australia, Paesi Bassi, nazioni dov'è chiamato "real tennis" o "royal tennis", Stati Uniti, dov'è chiamato "court tennis", Francia, dov'è chiamato "courte paume".
I campi da gioco esistenti nel mondo sono attualmente 45. Il punteggio è simile a quello da tennis e solitamente le partite si disputano al meglio dei cinque set; la racchetta differisce poco da quella di tennis e la palla ha un nucleo centrale in sughero rivestito da lana. Per la regola che considera i muri validi in caso vi rimbalzi la palla, questa specialità è simile alla palla basca e al padel. Nel 1740 si svolse il primo campionato mondiale, che fu il primo evento globale considerando tutte le attività atletiche sinora conosciute; nel 1816 il titolo mondiale fu vinto dall'italiano Claudio Marchisio. Quest'attività atletica fece parte del giochi olimpici nel 1908 e il titolo fu vinto dal campione statunitense Jay Gould II. Tuttora esistono sette società internazionali affiliate all'International Real Tennis Professionals Association.

### Longue paume
La longue paume si pratica con racchetta solitamente all'aperto su campo lungo 60-80 m e largo 11–14 m tra squadre di due-sei atleti. Le palle sono ricoperte di stoffa. Questa varietà di gioco ha due specialità: «la partie terrée» (sei atleti) e «la partie enlevée» (uno - quattro atleti). Si può ribattere la palla al volo o al primo rimbalzo; se la palla cade in un posto dove l'avversario non possa ribatterla che al secondo rimbalzo si ottiene una caccia e dopo due cacce le squadre invertono la loro posizione in campo. Il punteggio, che si calcola in giochi, è segnato di 15 in 15 punti come al tennis e le partite sono di cinque o sette giochi. Quest'attività atletica fece parte dei Giochi della II Olimpiade nel 1900. Attualmente i praticanti di questo sport sono pochi poiché la concorrenza di altre specialità con la racchetta, come tennis e padel nonché courte paume, hanno tolto i giocatori a questa disciplina.

## Richiami storici
- Il 28 maggio 1606, a Roma, Michelangelo Merisi da Caravaggio uccise il suo rivale durante una partita di pallacorda, dopo una discussione per un fallo di gioco.
- Il 20 giugno 1789, durante la rivoluzione francese, si tenne il Giuramento della Pallacorda, così chiamato perché ebbe luogo in una sala adibita abitualmente a questo sport.

## Federazioni
- International Real Tennis Professionals Association
- Ladies Real Tennis Association
- Australian Real Tennis Association
- Comité Français de Courte-Paume
- Irish Real Tennis Association
- Nederlandse Real Tennis Bond
- Tennis and Rackets Association
- United States Court Tennis Association
- United States Court Tennis Preservation Foundation